# Gerard Neels
Gerard Neels (Sint-Michiels (Brugge), 11 januari 1897 - Brugge, 25 februari 1968) was maatschappelijk werker, Belgisch senator en schepen van Brugge.

## Levensloop
Neels stapte in het beroepsleven als hovenier. Na de Eerste Wereldoorlog die hij als soldaat meemaakte, werd hij in het Algemeen Christelijk Vakverbond (ACV) vrijgestelde voor de sector hoveniers en bloemisten. In 1937 werd hij secretaris en nadien voorzitter van het Algemeen christelijk werkersverbond (ACW) in Brugge. Hij bleef dit tot in 1962. Hij was ook beheerder en later voorzitter van de Volksbakkerij 'Ons Brood' (1932-1954) en voorzitter van de Brugse afdeling van de Belgische arbeiderscoöperatieve (BAC). Hij was ook 'Prince van Eere' van de Rederijkerskamer van de Heilige Geest, een toneelgroepering binnen het Brugse ACW.
Door opvolging lid geworden van de gemeenteraad van Brugge in 1941, zetelde hij uiteraard pas na de Bevrijding. Hij werd tevens schepen in 1945 en bleef dit tot in 1964, met een portefeuille waar onder meer personeelszaken toe behoorden.
Hij werd voor het eerst in de Senaat verkozen, als provinciaal senator, op 12 april 1939, wat hij bleef tot 30 april 1950. In 1950 werd hij rechtstreeks als senator verkozen en in 1958 opnieuw als provinciaal senator, wat hij bleef tot in 1961. Arbeid en sociale voorzorg waren zijn belangrijkste aandachtspunten.